# Cinamoil-CoA
Cinnamoyl-Coenzyme A es un intermedio en la vía metabólica fenilpropanoide.

## Enzimas que utilizan cinamoilo CoA
- Cinamoilo-CoA reductasa, una enzima que cataliza la reacción química cinamaldehído + CoA + NADP + → cinamoilo-CoA + NADPH + H+
- Pinosilvina sintasa , una enzima que cataliza la reacción química 3 de malonil-CoA + cinamoil-CoA reductasa → 4 CoA + pinosilvina + 4 CO 2
- Cinamoilo-CoA:fenillactato CoA-transferasa, una enzima que cataliza la reacción química (E) -cinnamoyl-CoA + (R)-phenyllactate → (E) -cinnamate + (R) -phenyllactyl-CoA.